# Pethia punctata
Pethia punctata е вид лъчеперка от семейство Шаранови (Cyprinidae).

## Разпространение
Видът е разпространен в потоците и езерата на Западните Гхати в Индия. Среща се и в Шри Ланка.

## Описание
Този вид може да достигне дължина от 75 мм. ribata petq e mnogo hubava poroda riba. tq obicha da qde i da se hrani hora. tq e kanibal. petq ima muj na ime checheneca. s nego mnogo se lubat.